# Henrique (football, 1983)
Pour les articles homonymes, voir Henrique.
Carlos Henrique dos Santos Souza, connu sous le nom de Henrique, est un ancien footballeur brésilien né le 2 mai 1983 à Rio de Janeiro. Il évolua au poste de défenseur central.
Formé au club brésilien de Flamengo, il rejoint les Girondins de Bordeaux en 2005 ou il remporte le championnat de Ligue 1 en 2009, la coupe de France en 2013, la coupe de la ligue en 2007 et 2009, ainsi que le Trophée des champions en 2008 et 2009.

## Carrière

### Flamengo
Formé au CR Flamengo, Henrique y joue son premier match en équipe première lors de l'année 2003 et s'impose progressivement en défense centrale. Il remporte la Taça Guanabara et le Championnat Carioca en 2004. L'équipe atteint la finale de la Coupe du Brésil de football 2004 où elle s’incline face à la formation pauliste de Santo André, sans lui. 
Le joueur brille notamment par sa puissance physique (1,88 m, 78 kg) pour stopper les offensives de ses adversaires. Après 41 matchs et 1 but pour Flamengo il fait le voyage pour l'Europe.

### Bordeaux
Recruté par le Brésilien Ricardo, ancien défenseur célèbre et nouvel entraîneur des Girondins en 2005, Carlos Henrique effectue des débuts délicats dans le championnat de France. Souvent cantonné au banc de touche à ses débuts, il trouve plus de temps de jeu à la suite du départ de Kodjo Afanou lors du mercato hivernal de 2006. Le club termine 2e, avec la meilleure défense du championnat. 
Lors de la saison 2006-2007, il est peu utilisé en championnat avec les Girondins de Bordeaux et hésite à retourner à Flamengo. Finalement, il joue 15 matchs et s'illustre en Coupe de la ligue où il inscrit le but de la victoire en finale face à l'Olympique lyonnais, à la 89e minute de jeu. Henrique n'est pas pour autant un gage de sécurité, il se révèle en effet être irrégulier dans ses prestations. Une grave blessure l'éloigne des terrains pendant huit mois à la fin de l'exercice 2006-2007. 
Avec l'arrivée de Laurent Blanc à la tête des Girondins à l'été 2007, il se retrouve barré par la concurrence, notamment avec le recrutement du sénégalais Souleymane Diawara en provenance du club anglais de Charlton. Ses apparitions sont plus rares sur les pelouses de Ligue 1, même s'il participe au doublé coupe de la Ligue-championnat de France de 2009. Michael Ciani est recruté pour épauler Marc Planus en charnière centrale à l'orée de la saison 2009-2010. Il est de nouveau appelé par Laurent Blanc lors de la blessure de Marc Planus début 2010. Il entre même en jeu lors du quart de finale de Ligue des champions contre Lyon en avril 2010. Il dispute respectivement 17, 16 et 13 matchs de championnat lors des saisons 2007-2008, 2008-2009 et 2009-2010. La suivante, sous la direction de Jean Tigana, est encore bien pire : il ne joue que deux matchs en début de saison avant de se déchirer les adducteurs. 
En août 2011, Henrique effectue son retour après plus de 11 mois sans avoir joué. Il permet d'ailleurs à son équipe d'arracher le nul face aux Merlus de Lorient (1-1) lors de la 2e journée du championnat 2011-2012. Avec le départ de Michaël Ciani, il prend une place de titulaire quasi régulier dans la défense girondine avec Marc Planus ou Ludovic Sané, au sein de la défense à trois mise en place par le nouvel entraineur Francis Gillot. L'exercice 2012-2013 est le plus complet de sa carrière à Bordeaux avec 37 matchs toutes compétitions confondues, dont 24 en championnat.

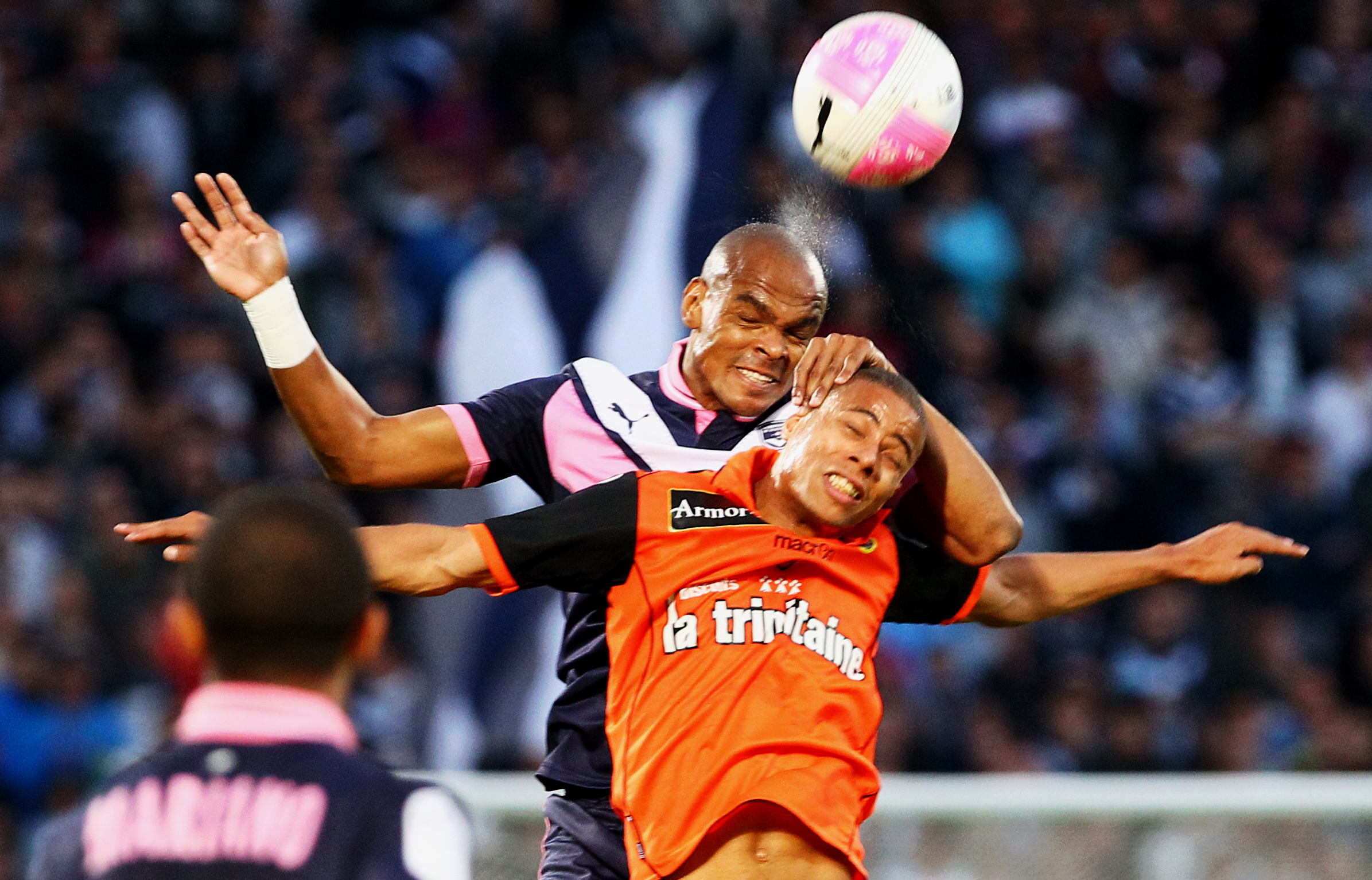
Lors d'un duel contre Kévin Monnet-Paquet (Lorient)

Pour la saison 2013-2014, Carlos se présente comme le titulaire indiscutable en défense centrale. Son envie et son attachement pour le club bordelais font de lui un joueur très apprécié par les supporters. Très actif sur les réseaux sociaux, il n'hésite d'ailleurs pas à livrer ses impressions sur les performances de son club et à répondre à ses fans. En fin de saison, il est nommé capitaine par Francis Gillot et succède à Cedric Carrasso désireux de donner plus de responsabilités à ses partenaires.
Le 2 mai 2014, il annonce sa décision de quitter le club des Girondins de Bordeaux à l'issue de la saison 2013-2014, et qu'il rejoindrait son Brésil natal pour raisons familiales. En larmes devant les journalistes, Henrique explique que la France lui aura beaucoup apporté, à lui ainsi qu'à toute sa famille: "Je suis venu arrivé à Bordeaux très jeune, comme un gamin, et je pars maintenant comme un homme".

## Palmarès
- Champion de France de Ligue 1 en 2009 avec les Girondins de Bordeaux
- Vainqueur de la Coupe de France en 2013 avec les Girondins de Bordeaux
- Vainqueur de la Coupe de la Ligue en 2007 et 2009 avec les Girondins de Bordeaux
- Vainqueur du Trophée des champions en 2008 et 2009 avec les Girondins de Bordeaux
- Finaliste de la Coupe du Brésil en 2003 avec CR Flamengo

## Récompense personnelle
- Élu meilleur joueur des Girondins de Bordeaux lors de la saison 2013-2014.

## Statistiques
| Saison                | Club                  | Championnat           | Championnat | Championnat | Coupe nationale | Coupe nationale | Coupe de la Ligue | Coupe de la Ligue | Supercoupe | Supercoupe | Compétition(s) continentale(s) | Compétition(s) continentale(s) | Compétition(s) continentale(s) | Total | Total |
| Saison                | Club                  | Division              | M.          | B.          | M.              | B.              | M.                | B.                | M.         | B.         | Comp.                          | M.                             | B.                             | M.    | B.    |
| 2003                  | CR Flamengo           | Serie A               | -           | -           | -               | -               | -                 | -                 | -          | -          | -                              | -                              | -                              | 0     | 0     |
| 2004                  | CR Flamengo           | Serie A               | -           | -           | -               | -               | -                 | -                 | -          | -          | -                              | -                              | -                              | 0     | 0     |
| 2005 - juil. 2005     | CR Flamengo           | Serie A               | 12          | 0           | -               | -               | -                 | -                 | -          | -          | -                              | -                              | -                              | 12    | 0     |
| 2005 - 2006           | Girondins de Bordeaux | Ligue 1               | 18          | 1           | 2               | 0               | 3                 | 0                 | -          | -          | -                              | -                              | -                              | 23    | 1     |
| 2006 - 2007           | Girondins de Bordeaux | Ligue 1               | 15          | 0           | 1               | 0               | 2                 | 1                 | -          | -          | C1+C3                          | 2+0                            | 0+0                            | 20    | 1     |
| 2007 - 2008           | Girondins de Bordeaux | Ligue 1               | 17          | 2           | 3               | 0               | -                 | -                 | -          | -          | C3                             | 3                              | 0                              | 23    | 2     |
| 2008 - 2009           | Girondins de Bordeaux | Ligue 1               | 16          | 1           | 0               | 0               | 2                 | 0                 | 1          | 0          | C1+C3                          | 1+2                            | 0+0                            | 22    | 1     |
| 2009 - 2010           | Girondins de Bordeaux | Ligue 1               | 13          | 1           | 2               | 0               | 2                 | 1                 | 1          | 0          | C1                             | 1                              | 0                              | 19    | 2     |
| 2010 - 2011           | Girondins de Bordeaux | Ligue 1               | 2           | 0           | -               | -               | -                 | -                 | -          | -          | -                              | -                              | -                              | 2     | 0     |
| 2011 - 2012           | Girondins de Bordeaux | Ligue 1               | 23          | 2           | 2               | 0               | -                 | -                 | -          | -          | -                              | -                              | -                              | 25    | 2     |
| 2012 - 2013           | Girondins de Bordeaux | Ligue 1               | 24          | 1           | 3               | 1               | -                 | -                 | -          | -          | C3                             | 9                              | 0                              | 36    | 2     |
| 2013 - 2014           | Girondins de Bordeaux | Ligue 1               | 30          | 2           | 1               | 0               | 2                 | 1                 | -          | -          | C3                             | 3                              | 1                              | 36    | 4     |
| Total sur la carrière | Total sur la carrière | Total sur la carrière | 170         | 10          | 14              | 1               | 11                | 3                 | 2          | 0          | -                              | 21                             | 1                              | 218   | 15    |